# Andrzej Klocek
Andrzej Klocek (ur. 23 marca 1936, zm. 24 października 2023) – polski leśnik.
Absolwent Szkoły Głównej Gospodarstwa Wiejskiego (dyplom 1960). W 1961 rozpoczął pracę na SGGW. Prodziekan Wydziału Leśnego (1978-1984), kierownik Zakładu Ekonomiki i Organizacji Leśnictwa (1979-1982), kierownik Katedry Ekonomiki i Organizacji Przedsiębiorstw Leśnych (1987-1990). W latach 1990–2008 Dyrektor Instytutu Badawczego Leśnictwa. W 1968 roku obronił rozprawę doktorską a w 1976 habilitacyjną. Profesor nadzwyczajny nauk leśnych (1987). Członek Polskiego Towarzystwa Leśnego, Stowarzyszenia Inżynierów, Techników Leśnictwa i Drzewnictwa, honorowy członek Leśnej Akademii Ukrainy.

## Odznaczenia
- Złoty Krzyż Zasługi (1982)
- Krzyż Kawalerski Orderu Odrodzenia Polski (1989)
- Krzyż Oficerski Orderu Odrodzenia Polski (1997)[2]